# 加藤修也
加藤 修也（かとう のぶや、1995年（平成7年）4月16日 - ）は、日本の陸上競技選手（短距離走専門）。HULFT陸上クラブ所属。

## 人物
中学校まではサッカーをやっていて、陸上競技を始めたのは静岡県立浜名高等学校に入学してからである。高校2年時のIH 400mでは3位。3年時には400mでインターハイ・国体・ジュニア陸上の高校3冠を達成。11月2日のエコパトラックゲームズでは45秒69、金丸祐三に次ぐ400m高校歴代2位を記録した。
2014年に早稲田大学スポーツ科学部に進学。同年5月17日、関東インカレ400mで優勝、7月24日に米オレゴン州ユージンで行なわれた世界ジュニア陸上競技選手権大会400mでは、46秒17で銀メダルを獲得した。同大会のこの種目で日本人の銀メダル獲得は初めてだった。同大会最終日の27日に行われた男子1600mリレー決勝では第4走者として出場し、3分4秒11のジュニアアジア新記録でアメリカに次ぐ2位となった。9月5日、日本インカレ400mでは45秒88で優勝した。
2015年、第28回ユニバーシアード競技大会（2015/光州）、陸上競技4×400mに出場。ウォルシュ・ジュリアン、北川貴理、佐藤拳太郎と、3分7秒75で銀メダルを獲得。
2016年関東インカレ400mは3位、4×400Rは優勝。日本選手権は400M 45秒71で2位。リオオリンピック4×400Mリレーの候補選手に選出された。そして国際陸上競技連盟が組織的ドーピング問題でロシアに対してリオデジャネイロオリンピック出場権を剥奪する制裁を科したことに伴い、補欠1番手だった日本の繰り上がり出場が同年7月25日に決まった為、加藤が正式にオリンピック日本代表選手に選出された。
2018年、早稲田大学スポーツ科学部を卒業、HULFT陸上部に所属。

## 自己記録
- 400m- 45秒69 （2013年11月2日：エコパトラックゲームズ）高校歴代2位
- 200m- 21秒74 （2015年9月20日：第91回早慶対抗陸上競技会）